# Parafia św. Wojciecha w Toledo
Parafia św. Wojciecha w Toledo (ang. St. Adalbert's Parish) – parafia rzymskokatolicka położona w Toledo w stanie Ohio w Stanach Zjednoczonych.
Jest ona wieloetniczną parafią w diecezji Toledo, z mszą św. w j. polskim dla polskich imigrantów.
Ustanowiona 1907 roku i dedykowana św. Wojciechowi.
Obecnie jest to podwójna parafia św. Wojciecha i parafia św. Jadwigi.